# Église Saint-Louis-de-Gonzague de Pau
L’église Saint-Louis de Gonzague est un lieu de culte situé sur la place Saint-Louis-de-Gonzague à Pau, dans le département français des Pyrénées-Atlantiques, en région Nouvelle-Aquitaine.
Plus ancienne église de la ville, sa construction débute en 1679, pour s'achever un peu plus de 170 ans plus tard, en 1851.

## Histoire
À l’origine, cet édifice doit alors constituer la chapelle principale du collège royal des jésuites jouxtant celui-ci.
La construction commence en 1679 par la façade qui, bien que moins riche dans son décor peut rappeler l’architecture baroque des églises Saint-Roch et Saint-Paul-Saint-Louis de Paris.
Malheureusement, malgré de nombreuses donations pécuniaires de personnalités locales, cela n'empêche pas les jésuites de manquer rapidement de moyens. Les travaux cessent peu de temps plus tard, et ne sont construites que la façade et un semblant de nef élevée seulement à trente pieds de haut.
Pour ne rien arranger, la Compagnie de Jésus est dissoute en 1763 par le roi Louis XV et sa favorite madame de Pompadour.
À cette occasion, les Barnabites de Lescar occupent fugacement le lieu avant que l’ensemble des biens constituant le collège royal soient confisqués et administrés provisoirement par la ville puis confiés en 1779 aux Bénédictins de Saint-Maur. Arrive, quelques années plus tard, la Révolution de 1789 et l’édifice commence alors une lente dégradation.
S’ensuit une longue suite d’utilisations profanes aussi diverses que variées notamment par la mise en place d’une réserve de bois puis de charbon, d’un magasin à fourrage, d’une cour de récréation pour les élèves ou encore d’un manège à chevaux.
En 1840, ne sachant quoi faire de ce bâti, il est envisagé de raser une partie de celui-ci pour constituer des classes supplémentaires, jugeant finalement que la chapelle intérieure du lycée suffit largement aux besoins des offices.
Après une longue bataille judiciaire, ce n’est finalement qu’en 1848 que les travaux reprennent pour ce terminer en 1851 avec l'installation du maître autel provenant de la chapelle intérieure du lycée et datant de 1654.
L’église est officiellement affectée au culte public le 11 novembre 1851 comme annexe de l'église Saint-Martin et est également utilisée pour les offices du lycée.
Malgré cet achèvement tardif, cette église reste actuellement la plus ancienne de la ville, la seule qui n’est pas entièrement été conçue et édifiée au XIXe siècle ou au XXe siècle.
En 2020, la toiture de l'édifice est entièrement refaite, puis l'année suivante, ce sont les deux toiles prenant place de part et d'autre de l'entrée principale, classées aux monuments historiques et alors en très mauvais état de conservation, qui sont restaurées. Celles-ci proviennent, tout comme la croix fixée sur la façade, de l'ancien hôpital Bosquet, aujourd'hui détruit.

## Galerie

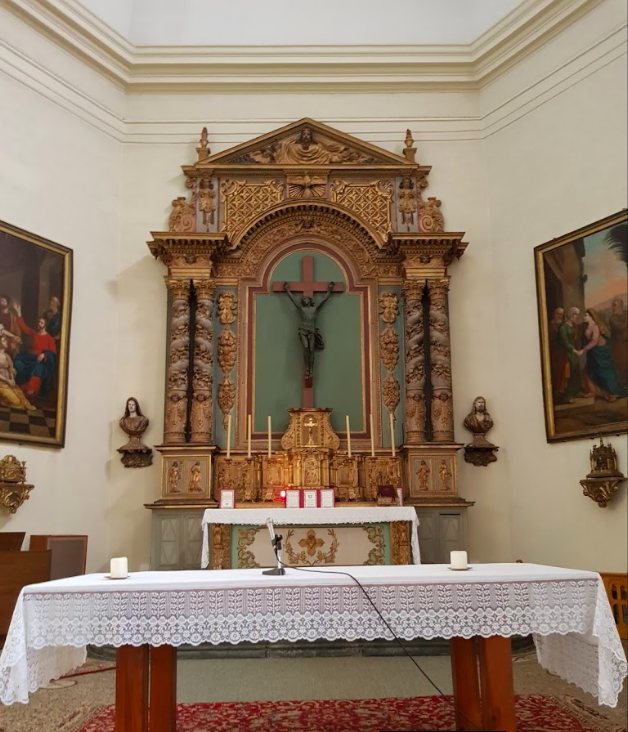
Maître autel datant du XVIIe siècle
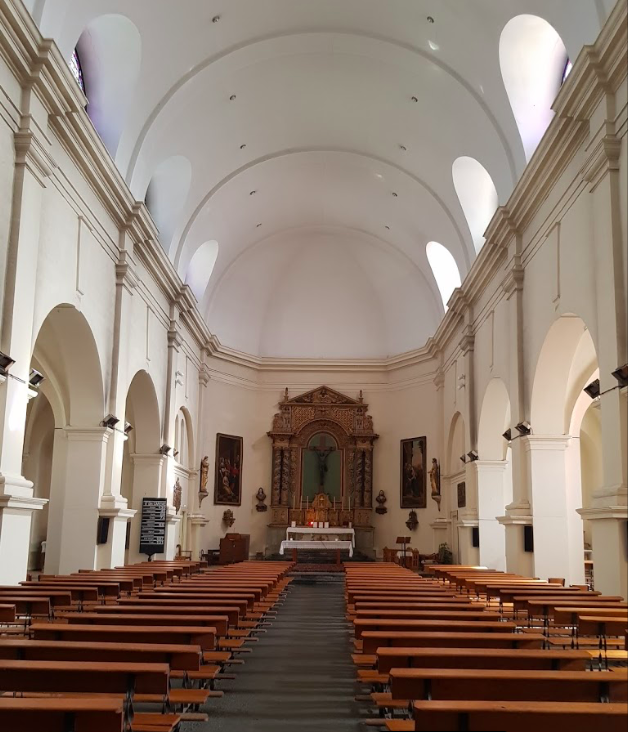
L'intérieur de l'église